# Карсон, Бен
Бенджамин Соломон (Бен) Карсон-старший (англ. Benjamin Solomon "Ben" Carson Sr. (род. 18 сентября 1951, Детройт, штат Мичиган, США) — американский врач-нейрохирург, политический и государственный деятель. Первый в мире медик, разделивший затылочных сиамских близнецов, 17-й министр жилищного строительства и городского развития США (2017—2021). 
Награждён 43-м президентом США Джорджем Бушем Президентской медалью Свободы в 2008 году. Был кандидатом на пост президента США 2016 года от Республиканской партии, но выбыл и поддержал кандидатуру Дональда Трампа.

## Биография

### Ранние годы и образование
Бен Карсон родился 18 сентября 1951 года в городе Детройт, штат Мичиган, США. Его родители развелись, когда Бену было восемь лет. Он не успевал по всем предметам в начальной школе и был очень вспыльчив, а его мать ничем не могла ему помочь, так как сама не умела читать. Однако призывала своих сыновей учиться мыслить самостоятельно и добиваться поставленной цели. Она говорила им, что у Бога для каждого человека есть великое предназначение, и если они начнут прилагать усилия, у них всё получится.
С переходом в среднюю школу у Бена появилась мечта: стать врачом и миссионером. С тех пор он начал прилагать усилия к учёбе и много читать.
После школы поступил в Йельский университет (факультет психологии) и окончил его, а затем — медицинское отделение Мичиганского университета.

### Карьера
1 июля 1977 года Карсон посвятил себя работе в Детском центре госпиталя Джонса Хопкинса в Балтиморе. В этой знаменитой университетской клинике он уже в начале своей карьеры достиг значительных успехов в области медицины.
В 1987 году команда из 70 человек под руководством Карсона провела первую в истории успешную операцию по разделению сросшихся головами сиамских близнецов — Патрика и Бенджамина Биндеров; операция длилась 22 часа. В 1997 году он же провёл операцию по разделению сиамских близнецов из Замбии — Джозефа и Луки Банда.
В июне 2002 года у Карсона диагностировали рак, который вовремя обнаружили.
В 2008 году президент Джордж Буш наградил Карсона высшей гражданской наградой США — Президентской медалью Свободы.
В марте 2013 года Бен Карсон объявил, что его работе в качестве нейрохирурга пришёл конец, и официально ушёл на пенсию 1 июля 2013 года, проработав 36 лет.

### Политическая карьера
Бен Карсон — член Республиканской партии США. Противник абортов и однополых браков. Выступает за здоровый образ жизни и возрождение иудео-христианских ценностей Америки. Критикует либеральных республиканцев.
Карсон заявил о своём намерении баллотироваться на пост президента США в 2016 году. По данным опроса Квиннипэкского университета среди республиканцев трёх штатов на 7 октября 2015 года темнокожий кандидат Бен Карсон занял вторые места в Огайо (18 %), Пенсильвании (17 %) и во Флориде (16 %). Опрос, проведённый газетой The New York Times и телеканалом CBS по телефону в период с 21 по 25 октября 2015 года, показал, что Бен Карсон занял первое место, заручившись поддержкой 26 % голосов респондентов из числа членов Республиканской партии.
2 марта 2016 года Бен Карсон объявил о прекращении участия в президентской гонке, объяснив своё решение отсутствием «политического продвижения» в свете результатов «супервторника». Вскоре он призвал избирателей голосовать за своего соперника Д. Трампа.
22 ноября 2016 года Трамп заявил, что рассматривает кандидатуру Карсона на пост министра жилищного строительства и городского развития.
5 декабря 2016 года Карсон был официально выдвинут на этот пост, а 2 марта 2017 года Сенат США утвердил его в должности 58 голосами против 41.

## Личная жизнь
Карсон и его жена Кенди Растин познакомились, будучи студентами Йельского университета в 1971 году. Поженились в 1975 году; у них трое сыновей: Бен-младший, Ройс и Мюррей. Бен и его семья исповедуют адвентизм, члены церкви Адвентистов седьмого дня.

## Книги
- (1990) Gifted Hands: The Ben Carson Story (Золотые руки)
- (1996) Think Big, Zondervan Publishing (Мысли широко)
- (2000) The Big Picture, Zondervan Publishing (Вся картина)
- (2008) Take The Risk, Zondervan Publishing (Не бойся рисковать)
- (2009) Gifted Hands: The Ben Carson Story
- (2011) America the Beautiful: Rediscovering What Made This Nation Great
- (2014) One Nation: What We Can All Do to Save America’s Future
- (2014) One Vote: Make Your Voice Heard

Книга «One Nation» (2014) стала бестселлером по версии New York Times, побив по продажам «Hard Choices» Хиллари Клинтон.

## Бен Карсон в кинематографии
- «Золотые руки: История Бена Карсона» (англ. Gifted Hands: The Ben Carson Story) — телефильм режиссёра Томаса Картера, основанный на реальных событиях.